# Aurania (Schiff, 1883)
Die Aurania (I) war ein 1883 in Dienst gestellter Ozeandampfer der britischen Reederei Cunard Line, der im Passagier- und Frachtverkehr auf der Route Liverpool–Queenstown–New York eingesetzt wurde. Die Aurania war der erste Transatlantikdampfer mit privaten Suiten. Sie wurde 1905 nach 22 Dienstjahren abgewrackt.

## Geschichte
Das Dampfschiff Aurania wurde in Clydebank auf der Werft J. & G. Thomson, dem Vorgänger von John Brown & Company, gebaut und lief am 26. Dezember 1882 vom Stapel. Die Aurania wurde für Cunards New-York-Dienst gebaut und konnte 480 Passagiere der Ersten und 700 Passagiere der Dritten Klasse befördern. Das 143,3 Meter lange und 17,4 Meter breite Schiff hatte zwei Schornsteine, drei Masten mit der Takelage einer Bark und einen Einzelpropeller. Die dreizylindrige Verbunddampfmaschine von J. & G. Thomson leistete 1500 PS und ermöglichte eine Reisegeschwindigkeit von 16 Knoten (29,6 km/h). Der Dampfer hatte eine Vermessung von 7269 BRT, 3468 Tonnen unter Deck und 4030 NRT. Sie war das erste von drei Schiffen der Cunard Line mit dem Namen Aurania.
Am 23. Juni 1883 lief die Aurania in Liverpool zu ihrer Jungfernfahrt über Queenstown nach New York aus. Während der Fahrt erlitt das Schiff mitten auf dem Nordatlantik einen Maschinenschaden durch Überhitzung und musste von drei Schleppern nach New York geschleppt werden, wo es am 4. Juli 1883 eintraf. Cunard gab der Bauwerft die Schuld an dem Schaden. Nach der Reparatur in Glasgow nahm die Aurania ihren Dienst erst am 12. April 1884 wieder auf. Im Jahr 1885 kam es zu einer Kollision mit der Republic der White Star Line.
Die Aurania galt als schwer rollendes Schiff und erreichte nie die Popularität bei der Kundschaft wie andere Cunard-Dampfer. Sie wurde bis zum 12. September 1899 auf der Route Liverpool–Queenstown–New York eingesetzt und diente anschließend als Truppentransporter im Burenkrieg. Während dieser Zeit transportierte sie mehr als 30.000 Soldaten und Offiziere, unternahm Truppenfahrten nach Indien und Australien und beförderte außerdem Kriegsgefangene.
Am 14. April 1903 war die Aurania wieder auf ihrer alten Route, auf der sie bis zum 29. September 1903 blieb. Am 20. Oktober 1903 lief sie in New York zu ihrer ersten Fahrt nach Triest, Fiume und Neapel aus. Am 16. Februar 1904 begann sie die dritte und letzte Fahrt auf dieser Strecke und wurde danach außer Dienst gestellt. Die Aurania wurde  im Februar 1905 für etwa 15.000 Pfund Sterling zum Abbruch nach Genua verkauft, wo sie am 13. März 1905 eintraf und anschließend abgewrackt wurde.